# Rhinotmethis hummeli
Rhinotmethis hummeli is een rechtvleugelig insect uit de familie Pamphagidae. De wetenschappelijke naam van deze soort is voor het eerst geldig gepubliceerd in 1933 door Sjöstedt.